# Valkó
Valkó är en ort i Ungern. Den ligger i provinsen Pest, i den centrala delen av landet, 40 km öster om huvudstaden Budapest. Valkó ligger 155 meter över havet och antalet invånare är 2 461.
Terrängen runt Valkó är platt, och sluttar österut. Runt Valkó är det ganska tätbefolkat, med 80 invånare per kvadratkilometer. Närmaste större samhälle är Gödöllő, 12,3 km väster om Valkó. Trakten runt Valkó består till största delen av jordbruksmark.